# Przemysław Dec
Przemysław Dec (ur. 25 stycznia 1969 w Bydgoszczy, zm. 19 września 2018) – polski orientalista, specjalista w zakresie starożytnej literatury żydowskiej, hebraistyki, arameistyki, judaistyki i paleografii.

## Życiorys
Studiował na Wydziale Teologicznym UAM, Papieskiej Akademii Teologicznej w Krakowie oraz na Uniwersytecie w Tel Awiwie. Współpracował z Ariel University w Izraelu. W 2004 uzyskał na Wydziale Teologicznym PAT w Krakowie stopień naukowy doktora na podstawie rozprawy pt. Zwój Hymnów Dziękczynnych (1QHa), stanowiącej nowatorską analizę jednego z Rękopisów z Qumran. Monografia oparta na tej pracy została wydana drukiem w 2017.
Był pracownikiem Instytutu Judaistyki na Uniwersytecie Jagiellońskim, członkiem redakcji czasopisma Scripta Biblica et Orientalia. W 2009–2010 ekspert naukowy w Religia.tv. Członek Polskiego Towarzystwa Studiów Żydowskich.

## Publikacje
- Wielki słownik hebrajsko-polski i aramejsko-polski Starego Testamentu, t. I (ע-א), t. II (פ-ת), (redaktor naukowy słownika), Warszawa 2008.
- Paleographic Dating of the Dead Sea Scripts. A Short Polemics to Traditional Paleography of the Dead Sea Scrolls, w: The Qumran Chronicle 16,3-4 (2009) 89-106.
- The Material and Textual Reconstruction of the 1QHa col.8 (+ fragm. 12), Studia Judaica Cracoviensia (2009) 25-32.
- Zwój Hymnów Dziękczynnych z Qumran (1QHodajota). Rekonstrukcja - przekład - komentarz, Kraków 2017.[3][6]